# Franz Riedweg
Franz Egbert Riedweg (* 10. April 1907 in Luzern; † 22. Januar 2005 in München) war ein Schweizer Arzt und SS-Obersturmbannführer.

## Leben

### Schweiz
Riedweg wurde als Sohn einer Luzerner Hotelierfamilie geboren. Er absolvierte sein Medizinstudium in Bern, Berlin und Rostock.
Zwischen 1934 und 1936 war er Mitglied der Nationalen Front. Von 1936 bis 1937 war er Sekretär und politischer Berater des ehemaligen Bundesrates Jean-Marie Musy. 1937 war er Mitarbeiter der „Aktion gegen den Kommunismus“, die den Propagandafilm Die rote Pest produzierte, der den Schweizer Landesstreik von 1918 zusammen mit Unruhen und Konflikten in aller Welt als Teil einer jüdisch-bolschewistisch-intellektualistischen Verschwörung  darstellte.
Im April 1938 verlobte sich Franz Riedweg mit Sybille von Blomberg

### Zweiter Weltkrieg
Riedweg wurde während des Zweiten Weltkriegs zu einem der einflussreichsten Schweizer in Deutschland. 1937 wurde er auf den Reichsparteitag der NSDAP eingeladen und traf Propagandaminister Joseph Goebbels, Reichsführer SS Heinrich Himmler und Reinhard Heydrich, den Chef der Sicherheitspolizei (Sipo). 1938 heiratete er Sybille von Blomberg, die Tochter des Reichskriegsministers Generalfeldmarschall Werner von Blomberg und zog nach Berlin, wo er zum 1. Juli 1938 als SS-Hauptsturmführer in die SS eintrat (SS-Nummer 293.744). Riedweg nahm als Arzt der Leibstandarte SS Adolf Hitler am Überfall auf Polen teil. Sein anschliessender Einsatz als Stabsarzt bei einem SS-Panzerregiment dauerte bis August 1940. Ab Herbst 1940 befand er sich auf einem Einweisungslehrgang beim Reichssicherheitshauptamt, Amt VI., Referat Schweiz. Zu dieser Zeit stand der hier angesiedelte Auslandsnachrichtendienst der NSDAP noch unter der Leitung von SS-Brigadeführer Heinz Jost.
1941 war er Stabsarzt im SS-Hauptamt in Berlin und gründete das „Panoramaheim“ in Stuttgart, das als Auffanglager für Schweizer diente, die für Deutschland kämpfen oder arbeiten wollten. Er nahm am Frankreichfeldzug teil und kehrte danach ins SS-Hauptamt nach Berlin zurück.
Riedweg war auch Leiter der „germanischen Freiwilligen“, die ausländische Freiwillige der Waffen-SS rekrutierte. Auch war er bis 1943 Leiter der „Germanischen Leitstelle“ des SS-Hauptamtes und wurde mit dem Eisernen Kreuz ausgezeichnet. Zum 21. Juni 1943 wurde er zum SS-Obersturmbannführer befördert.
Anfang 1944 hielt Riedweg an der SS-Junkerschule in Bad Tölz eine Rede, in der er die „Unabhängigkeit der Staaten Europas“ forderte. Himmler liess Riedweg daraufhin zum III. Germanischen Panzerkorps an die Ostfront strafversetzen.
1944 wurde ihm die Schweizer Staatsbürgerschaft entzogen. Am 3. Mai 1945 wurde er von den Alliierten in Mecklenburg-Vorpommern gefangen genommen.

### Nachkriegszeit
Am 20. Dezember 1947 wurde Riedweg durch das Schweizer Bundesstrafgericht in Abwesenheit – wie Benno Schaeppi – zu sechzehn Jahren Zuchthaus wegen „Angriffs auf die Unabhängigkeit der Schweiz und wegen Vorschubleistens zu fremdem Kriegsdienst“ verurteilt. Das Urteil verjährte 1974.
Nach 1949 arbeitete Riedweg als Arzt in München, wo er unter anderem Leibarzt von Otto von Habsburg war. Er starb dort am 22. Januar 2005 im Alter von 97 Jahren.

## Werke
- Rest-Urin bei gesunden Schwangern. Untersuchungen gesunder Schwangern an der Gynäkolog.-Geburtshilfl. Klinik, Berlin. [S.n.], [s.l.] 1937. (Diss. Med. Univ. Bern).
- Friedrich der Grosse. Soldat, Staatsmann, Denker. Aus seinen Schriften (= Soldat und Staatsmann. H. 1). Ausgewählt von Franz Riedweg. Nibelungen-Verlag, Berlin 1940.
- Aufbruch zur Freiheit. 1813 – 1814 – 1815. Aus zeitgenössischen Schriften (= Soldat und Staatsmann. H. 4). Nibelungen-Verlag, Berlin 1941; Nachdruck: Deutscher Militär-Verlag, Remscheid 1988, ISBN 3-927036-06-4.
- Konservative Evolution. Das Ende des Saekularismus. Bogen-Verlag, München 1968.
- Geht die Neuzeit zu Ende? (= Schriftenreihe der Liga Europa. H. 2). Klinger, München 1971, ISBN 3-920545-04-4.
- Vom Wandel des Denkens in der Medizin. Die verschüttete Dimension. Limes, Wiesbaden 1977, ISBN 3-8090-2113-X.
- Ende des Säkularismus. Europa-Tagung, Regensburg, 29. 9.–1. 10. 1978 (= Schriftenreihe der Liga Europa. H. 7). Klinger, München 1978.
- Ende des Materialismus. Der Weg ins Dritte Jahrtausend (= Schriftenreihe der Liga Europa). Liga Europa, München 1982, ISBN 3-922942-01-6.
- Hormonmangel. Theorie und Praxis der pflanzlichen Hormondrüsen-Stimulation. Sonntag, Regensburg 1987, ISBN 3-87758-016-5; 3., überarbeitete und ergänzte Auflage: Sonntag, Stuttgart 2001, ISBN 3-87758-234-6.
- Aut deus, aut nihil. Ende des Materialismus (= Schriftenreihe der Liga Europa). Liga Europa, München [1994].